# Anthony Roux (auteur)
Pour les articles homonymes, voir Anthony Roux, Roux et Tot.
 (octobre 2018).
Anthony Roux, également connu sous le pseudonyme Tot, né le 9 mars 1977 à Montreuil (Pas-de-Calais), est un scénariste de bande dessinée, de film et de série télévisée, producteur de cinéma, réalisateur, concepteur de jeux vidéo et auteur de jeux de société français.
Il dirige l'entreprise Ankama et est notamment connu pour l'avoir fondée ainsi que pour le jeu vidéo Dofus. Par la suite, il diversifie son travail, notamment dans l'animation (avec la série Wakfu et le film Dofus, livre 1 : Julith notamment) et l'écriture (la bande dessinée Dofus).

## Biographie

### Enfance
Anthony Roux naît le 9 mars 1977 à Montreuil, dans le Pas-de-Calais. Il adorait les comics, les jeux de rôles, les jeux vidéo, les jeux de plateaux, les cartes Magic, les figurines, etc.,, ce qui l'a d’ailleurs poussé à devenir programmeur de jeux vidéo et à créer l'univers de Dofus. Il est parti étudier en Belgique à l'Académie des beaux-arts de Tournai,,, section bande dessinée.

### Création d'Ankama et deDofus
Anthony Roux a ensuite travaillé dans une agence web à Roubaix (Nord), I-Puzzle, et a déménagé à Lille. C'est dans cette agence web qu'il a rencontré Camille Chafer et Emmanuel Darras, avec qui il créera plus tard Ankama.
L'idée de départ est née en 2000 avec deux amis, Camille et Emmanuel. Tout a commencé avec Dofus : Anthony et Camille travaillaient dessus pendant qu'Emmanuel montait la structure de l'entreprise.
C'est d'abord Camille Chafer et Anthony Roux qui ont donné les bases de Dofus en s'inspirant de plusieurs jeux vidéo et de plateaux (Warcraft — Anthony Roux était un temps l'un des meilleurs joueurs européens de Warcraft III), Diablo, etc.). De son côté, Emmanuel Darras cherchait plusieurs partenariats (en France et partout dans le monde) comme le CNC ou l'ANVAR. Le trio essayait aussi de trouver de l'argent en travaillant comme agence pour certains clients (La Redoute, etc.). Ils mettaient aussi personnellement de l'argent pour que l'agence puisse tenir. Ils ont réussi à créer officiellement l'entreprise Ankama en 2001. Mais trouver de l'argent était tout aussi difficile.
Le premier prototype du jeu qu'ils ont lancé s'appelait Arty Slot : Duel et ne devait pas être multijoueur. Toutefois, ils n'ont pas commencé directement par Dofus, mais par quatre autres jeux : le premier se nommait FOO et était un jeu de plateforme, et les trois suivants, quant à eux, étaient une trilogie qui se nommait Arty Slot. D'ailleurs, dans Arty Slot : Block Battle, la première suite, dans le choix de personnages on pouvait voir les premières versions des Xélors, des Iops et des Sadidas devenus des personnages de  Dofus.
Avec l'aide de leurs premiers partenariats, ils ont pu élargir le groupe de travail et se retrouver à une quinzaine. De plus, travailler avec le logiciel Flash, logiciel n'étant pas fait pour ce type de jeu, était très difficile, car il fallait contourner bugs et problèmes.
En 2004, Dofus est sorti officiellement et le succès d'Ankama a suivi. Le groupe est devenu de plus en plus grand et a dû déménager plusieurs fois. Puis, ils ont réussi à acquérir le bâtiment de l'ancienne filature de Roubaix, (10 000 m2).

### Wakfuet le transmédia
Avec le succès grossissant de Dofus sans publicité, tout passant par le bouche à oreille. Ankama décide de créer Dofus 2 (le Wakfu d'aujourd'hui). Sauf que le groupe, pour ce jeu vidéo, voulait créer un univers transmédia :

« Mais pour Wakfu, nous voulions créer quelque chose de spécial. Un gros univers comme celui de Dofus, mais avec des liens dans tous les médias possibles et imaginables. L'idée était de combiner jeu vidéo, dessin animé, BD… et de créer un vrai projet trans-média. Tout devait communiquer, et chaque histoire serait originale. Rien ne devait être raconté deux fois et tout serait complémentaire. Et c'est en partie ce concept trans-média qui nous a donné le plus de soucis. »

— Tot
Tot voulait que le dessin animé soit de bonne qualité. L'équipe est alors passée à un nombre d'environ 200 personnes. Le jeu vidéo Wakfu devait sortir en même temps que le dessin animé sauf que ce dernier est diffusé le 30 octobre 2008 sur France 3, dans l'émission de jeunesse Toowam alors que le jeu vidéo a du retard, il sortira finalement, avec deux ans de retard, en même temps que la saison 2 de l'animé. Plusieurs produits dérivés, comme Wakfu TCG (un jeu de cartes à collectionner), sortent dans les années qui suivent.
La version de Dofus 2.0 est sortie en 2009, elle provoqua un grand changement de graphisme et une grande mise à jour du jeu.
Le 30 mars 2011, le premier jeu vidéo d'Ankama Play, de plus qui n'est pas sur plateforme PC est sorti : Islands of Wakfu, sur Xbox Live Arcade. Il est suivi par Fly'n (sur PC – novembre 2012), premier jeu n'étant pas sur l'univers de Dofus et Wakfu.

### Depuis 2015: un filmDofuset une expansion de projets
Dès la mi-2015, Ankama commence à superviser de plus en plus de jeux vidéo, notamment pour mobiles.

Le 3 février 2016, est sorti le tout premier long métrage d’animation d'Ankama dont il est un des réalisateurs avec Jean-Jacques Denis : Dofus, livre 1 : Julith.
Alors qu'Ankama continuait son expansion, avec d'autres sorties vidéo-ludiques et cinématographiques (Abraca, troisième saison de Wakfu, production du film Mutafukaz, etc.) ou littéraires, Anthony Roux s'est rendu en juin 2016 pour présenter son film au festival d'animation d'Annecy, qui n'a réussi à conquérir qu'environ 95 000 spectateurs.

### Vie privée
La conjointe d'Anthony Roux est connue sous le pseudonyme d'Azra. Elle coscénarise avec lui la bande dessinée Wakfu.

## Controverses
Les méthodes de management d'Anthony Roux font régulièrement l'objet de controverses.
En octobre 2019, alors qu'il pointe sur son blog des difficultés internes passées, il vante une « équipe se comporte enfin comme il faut [...], comme le souhaite la direction d'Ankama ». Il met en cause plusieurs des anciens salariés : « Chaque fois que nous avons confié des missions ou des projets à des équipes en leur laissant une totale liberté, c'est toujours parti en vrille. » Plusieurs d'entre eux réagissent sur Twitter, témoignent à leur tour contre Roux, et fustigent un post de blog « indigne d'un chef d'entreprise et tout simplement d'un humain », dans lequel il « jette en pature » ses ex-associés.
En 2024, l'entreprise Ankama est condamnée pour des procédures-bâillons contre ses employés.

## Livres publiés
Tous ses livres sont édités chez Ankama Éditions.

### Artbooks
- The Art of Dofus, livre 1 : Julith (préface seulement)

### Bandes dessinées
- Pandala, illustrations et couleurs de Bertrand Hottin

1. Tome 1 (avril 2007)

- Wakfu Heroes

1. Le Corbeau noir, coécrit avec Jean-David Morvan, illustrations et couleurs d'Adrián

- Teotl, illustrations et couleurs de Mylydy

1. Arahorus (octobre 2011)
2. Sepatep (juin 2012)
3. Micla (août 2013)

- Dofus : Julith et Jahash, illustré par Ancestral Z

1. Tome 1/2 (janvier 2016)
2. Tome 2/2 (juillet 2016)

### Comics
- Remington (décembre 2010 - juin 2011)

1. Cycle 1 : Ush , illustrations de Adrián ; couleurs de Sédyas (tome 1) et d'Adrián (tomes 2 à 4)

- Maskemane, illustrations de XZF, coloristes différents, couvertures de Aleksi Briclot (février 2011 - avril 2013)

1. Tome 1, couleurs de Studio 9
2. Tome 2, couleurs de Studio 9
3. Tome 3, couleurs de Studio 9
4. Tome 4, couleurs de Studio 9
5. Tome 5, couleurs de Mojojojo, Xael et de Laurent Bramardi
6. Tome 6, couleurs de  Gianluca Garofalo et de  Matteo Vattani
7. Tome 7, couleurs de Gianluca Garofalo et de Matteo Vattani
8. Tome 8, couleurs de Matteo Vattani
9. Tome 9, couleurs de Matteo Vattani
10. Tome 10, couleurs de Matteo Vattani
11. Tome 11, co-écrit avec Mig, couleurs de Matteo Vattani

### Mangas
- Dofus, illustrations de Ancestral Z, Ankama Éditions, 27 tomes et 4 hors-séries parus de 2005 à 2021
- Wakfu, illustrations de Saïd Sassine, assisté par Jefk (tomes 1 et 2) puis par Mig (à partir du tome 3) et co-écrit avec Azra, 4 tomes parus de 2012 à 2016
- Dofus Monster

1. Le Chevalier noir, illustrations d'Ancestral Z, Mojo et de BrunoWaro, mai 2008

- Wakfu : La Grande Vague, illustrations de Cynthia Leman, 1 paru en 2024

### Magazines
- IG Magazine, directeur de publication
- Dofus Mag, directeur de publication
- Wakfu Mag, directeur de publication

## Filmographie
Sauf indication contraire, les informations mentionnées dans cette section peuvent être confirmées par la base de données cinématographiques IMDb,  présente dans la section « Liens externes ».

### Web-série
En tant que producteur
- 2012-2014 : Le Visiteur du futur, de François Descraques, saisons 3 et 4

### Séries d'animation

#### En tant que réalisateur
- 2008-2017 : Wakfu (saisons 1 et 2)
- 2013-2014 : Dofus : Aux trésors de Kerubim

#### En tant que scénariste et directeur artistique
- 2008-2017 : Wakfu (saisons 1 et 2, épisodes spéciaux, saisons 3 et 4)
- 2023 : Lance Dur

#### En tant que producteur
- 2011 : MaxiMini
- 2008-2017 : Wakfu (saisons 1, 2, épisodes spéciaux et 3)
- 2013-2014 : Dofus : Aux trésors de Kerubim
- 2023 : Lance Dur

### Films d'animation

#### En tant que réalisateur et scénariste
- 2016 : Dofus, livre 1 : Julith, avec Jean-Jacques Denis
- 2021 : Princesse Dragon, avec Jean-Jacques Denis

#### En tant que producteur
- 2017 : Mutafukaz de Shōjirō Nishimi et Guillaume Renard

## Ludographie
Anthony Roux a conçu deux jeux de plateaux : Wakfu, le jeu d'aventure, sorti en 2012, où les joueurs peuvent créer toutes sortes d'aventures, et Krosmaster, un jeu de figurines à collectionner où chaque joueur peut créer son équipe et défier d'autres joueurs. Il a aussi travaillé sur le jeu de cartes Wakfu TCG, qui s'inscrit dans le même univers.

## Distinctions
- 2020 : officier de l’ordre des Arts et des Lettres[16]